# 非定型うつ病
非定型うつ病（ひていけいうつびょう、英: atypical depression）または非定型症状を伴ううつ病（英: depression with atypical features）とは、うつ病性障害のサブタイプの一つの正式な診断名であり、メランコリー型うつ病や気分変調性障害の典型的な症状も併せ持つものの、これらとは異なる特徴を有する気分障害である。症状としては、肯定的出来事に元気づけられる気分の反応性、過食や過眠、手足が鉛となったような重さと感覚鈍麻、拒絶への敏感性を特徴とする。
また、この本来の医学的な意味とは離れて、マスメディアなどによって従来のうつ病とは違った、新型うつ病あるいは現代型うつ病と呼ばれる状態と同一視されて用いられているが、これは専門家による見解が定まったものではない。詳細は、うつ病#新型うつ病（現代型うつ病）を参照。
治療法については、「非定型うつ病#治療」を参照。

## 由来
「非定型」うつ病という病名ではあるものの、これは「一般的でない」とか「普通でない」という意味ではない。このような病名となっているのには2つの理由がある：(1) メランコリー型うつ病の診断法が定まった後になってから、「特異な」症状を持つうつ病として診断されるようになったため。(2) このうつ病の発見当時、2種類の抗うつ薬に対する反応がメランコリー型うつ病の場合と異なるため（すなわち、非定型うつ病の場合、モノアミン酸化酵素阻害薬（MAOI）では著しい改善が報告されているが、三環系抗うつ薬は効かない）。
メランコリーと抗うつ薬の関係について言えば、抗うつ薬が登場した1950年代、スイスの精神科医ローラント・クーンは、1958年の論文において、（三環系抗うつ薬）のイミプラミンの適応は内因性のうつ病とし、このタイプのうつ病はメランコリーあるいは生気抑うつとも呼ばれた。この関係について1980年代まで定説であったが、その関係を実証した研究はほとんど存在しない

## 特徴
メランコリー型うつ病の患者は一般的には、うれしいことがあっても気分が改善することはないが、非定型うつ病の患者はうれしいことがあると気分が改善するといった特徴がある。また、非定型うつ病は、著しい体重増加もしくは食欲増進、過眠、手足の鈍重感、拒絶過敏性（社会でのあるいは職場での人間関係を著しく損なう）という特徴も持つ。
非定型うつ病は、男性よりも2倍から3倍ほど女性に多くみられる。非定型うつ症状をかかえる患者の多くは、うつ症状が出初めたのは若い時から（たとえば高校生の時から）であり、しかも症状は比較的慢性的であって、小康状態になることも少ないと訴えている。うつ症状は、年齢が若い患者ほどより非定型であり、年齢が高い患者ほどメランコリー型である率が高いようである。非定型うつ病はしばしば不安障害を併発し、自殺企図の確率も高い。また、精神病理学的および生理学的にみて際立った性質を持っている。非定型うつ病はまた、双極I型障害、双極II型障害、気分循環性障害、季節性情動障害の患者に多く見られる。双極性障害のうつ状態は非定型であることが多い。これは、季節性のうつ病も同様である。

## 症状
『精神障害の診断と統計マニュアル』第4版-TR（DSM-IV-TR）によれば、「非定型うつ病」は、「非定型症状を伴う大うつ病性障害」のサブタイプとして定義されている。それは以下のような特徴を持つ：
a) 気分反応性がある（うれしいことが起こりそうな時あるいは実際に起こった時に明るい気持ちになる）。
b) 次のうち少なくとも2つがある。
- 著しい体重増加もしくは食欲増進
- 過眠（メランコリー型うつ病の場合は不眠が現れるが、それとは逆に眠りすぎる）
- 鉛様麻痺（なまりようまひ）（手足が鉛のように重く感じられる）
- 社会でのあるいは職場での人間関係を著しく損なうような長期にわたる拒絶過敏性（機嫌が悪い時に限らず拒絶が起こる）

c) うつ状態の期間中にも「メランコリー型症状を伴う気分障害」または「強硬症状を伴う気分障害」の診断基準に当てはまらないもの。

## 研究
一般に、非定型うつ病は他のうつ病に比べ、心身の機能に支障が生じやすく、また若い時に（普通は十代に）発病して慢性化しやすい。同様に、非定型うつ病の患者は、境界性パーソナリティ障害、自己愛性パーソナリティ障害、回避性パーソナリティ障害、全般性不安障害、パニック障害、社交不安障害、強迫性障害といったパーソナリティ障害や不安障害も併発する場合が多い。
2001年の研究報告によれば、若い患者は過眠を伴い、一方で年齢が高い患者は多食症を伴うことが示されている。
非定型うつ病は、おそらく甲状腺の調節障害と関係しているという仮説を立てている専門家もいる。いくつかの研究によれば、非定型うつ病の患者には、わずかながら甲状腺異常が認められることが示された。別の研究によれば、甲状腺機能低下症の治療に使われるトリヨードチロニン（triiodothyronine）が有効であることが示されている。

## 治療
英国国立医療技術評価機構（NICE）のガイドラインでは、うつ病性障害のサブタイプや患者の個性に基づいて治療を変えることへの根拠は乏しい（little evidence）ため、様々な治療戦略を取っ換え引っ換えし続けることのないよう述べている。
いくつかの研究によれば、モノアミン酸化酵素阻害薬（MAOI）といった古い世代の抗うつ薬のほうが非定型うつ病の治療には有効であることが示されている。また、SSRIやSNRIといった近代的な抗うつ薬が有効である一方で、三環系抗うつ薬は効かない。覚醒促進剤モダフィニル（modafinil）は、非定型うつ病の治療に著しい効果があり、投薬をやめた後でも効果が持続することがわかった。
また、薬物療法と心理療法（認知行動療法や対人関係療法など）の併用によって治療効果が向上する。